# Ковалёв, Андрей Робертович
Андре́й Ро́бертович Ковалёв (бел. Андрэй Робертавіч Кавалёў; род. 2 апреля 1966, Витебск) — советский и белорусский хоккеист. Тренер.

## Биография

### Карьера игрока
Дебютировал за минское «Динамо» в сезоне 1983/84. Участник Олимпийских игр в Нагано и Солт-Лейк-Сити, чемпионатов мира 1995 в группе С, 1996, 1997 в группе B, 1998, 1999, 2000, 2001 и 2003 годов в составе сборной Белоруссии.
За национальную сборную Белоруссии выступал с 1994 по 2003 год. Провёл 89 матчей, набрал 63 (33+30) бомбардирских балла, получил 127 минут штрафа. Забросил одну из шайб в победном матче сборной Беларуси против команды Швеции в 1/4 финала Олимпийских игр 2002 года.
Выступал за национальную сборную СССР, сыграл 35 игр, забросил 13 шайб.

## Достижения

### Как игрок
- Чемпион спартакиады народов СССР (1982).
- Чемпион мира среди молодёжных (U-20) команд (1986).
- Чемпион игр Доброй воли (1990).
- Победитель турнира «Приз Ленинградской правды» (1990).
- Победитель турнира «Приз Известий» (1990).
- Финалист Кубка европейских чемпионов (1990).
- Победитель кубка Глобена (1991).
- Чемпион СССР (1991).
- Лучший снайпер Чемпионата Германии (1994—1995).
- Входил в сборную всех звёзд германского чемпионата (DEL-лига, Д1) 2001.
- Лучший ассистент 2-й бундеслиги (Германия, Д2) 2004.
- Обладатель Континентального кубка (2007).
- Бронзовый призёр чемпионата Белоруссии (2007).